# DESTINY+
DESTINY+ (acronyme de Demonstration and Experiment of Space Technology for INterplanetary voYage) est une mission spatiale développée par l'agence spatiale japonaise JAXA dont l'objectif scientifique est d'étudier les caractéristiques des poussières cosmiques (interplanétaires, cométaires ou interstellaires) et les processus d'éjection de celles-ci par les astéroïdes. DESTINY+ est également un démonstrateur technologique qui doit valider des techniques avancées de propulsion électrique et mettre au point des méthodes de survol de corps célestes de petite taille. DESTINY+ est une petite sonde spatiale de 480 kg. Lancée vers 2028 par une fusée H3, elle doit survoler l'astéroïde aréocroiseur Phaéton (3200). La mission devrait durer plus de quatre ans.

## Contexte

### Les missions scientifiques de type L de l'agence spatiale japonaise
Le département scientifique ISAS de l'agence spatiale japonaise JAXA développe des missions spatiales scientifiques à coût réduit de type M (150 millions US$) pouvant être placées en orbite par son lanceur léger Epsilon. L'agence spatiale s'est fixé pour objectif de réaliser une mission de ce type tous les 3 ans. Ces missions scientifiques sont complétées par des projets plus coûteux (classe L) lancés tous les 5 ans. Trois missions de type M ont déjà été lancées ou sont en cours de développement : SPRINT-A/Hisaki lancée en 2013, ERG/Arase lancée en 2016 et SLIM lancée en 2023.

### La plateforme DESTINY
DESTINY est une nouvelle plateforme conçue par l'agence spatiale japonaise qui se caractérise par une masse réduite et un coût faible. Ces caractéristiques doivent permettre de lancer à des fréquences plus élevées des missions scientifiques d'exploration du système solaire. Cette plateforme dispose d'une propulsion électrique performante, avec des panneaux solaires particulièrement légers et un système de régulation thermique avancé. En 2015, trois types de mission exploitant cette plateforme, caractérisées par une masse croissante de charge utile, sont envisagées : un démonstrateur pouvant emporter une charge utile d'une dizaine de kilogrammes sur une orbite autour d'un des points de Lagrange (L1 ou L2), une mission scientifique à part entière pouvant emporter une masse d'une cinquantaine de kilogrammes et susceptible de survoler les planètes Mars ou Vénus, et enfin une mission plus lourde reposant sur une version évoluée du lanceur Epsilon et pouvant placer 200 kg de charge utile sur une orbite martienne ou vénusienne.

### Sélection de la mission
En septembre 2017, l'agence spatiale japonaise sélectionne la mission DESTINY de type démonstrateur. Baptisée DESTINY+ elle constitue la quatrième mission de type L et doit être lancée en 2024.

## Objectifs de la mission
L'objectif scientifique de DESTINY+ est de comprendre l'origine et la nature des poussières cosmiques qui constituent une source importante de matière organique pour la Terre. À cet effet, la sonde spatiale doit circuler dans l'espace interplanétaire pour étudier in situ les poussières interplanétaires et les poussières interstellaires à l'aide de son instrument principal, un détecteur de poussière. Au cours de sa mission, la sonde spatiale doit également survoler à grande vitesse (> 30 km/s) l'astéroïde Phaéton qui présente la particularité d'être accompagné d'un essaim de poussière probablement produit par celui-ci. Au cours du survol, DESTINY+ doit analyser les poussières, réaliser une étude de terrain avec la caméra télescopique et mesurer la distribution de la réflectance à la surface pour déterminer les mécanismes d'éjection de la poussière.
Sur le plan technique, la mission doit permettre de valider le recours aux panneaux électriques ultra légers et au système de contrôle thermique avancé mis en œuvre.

### L'astéroïdePhaéton
Phaéton est un astéroïde aréocroiseur (croisant l'orbite de Mars mais également celle de Vénus, de la Terre et de Mercure) de classe Apollon. Cet astéroïde de 5 kilomètres de diamètre a été retenu parce qu'il est accompagné par un essaim de météores dits des Géminides qui se serait échappé de ce corps éventuellement alors qu'il s'agissait encore d'une comète active. L'astéroïde circule sur une orbite de 0,14 x 2,4 A.U. avec une inclinaison orbitale par rapport au plan de l'écliptique de 22,2°. La période orbitale est de 523,5 jours.

## Caractéristiques techniques
DESTINY+ est un engin spatial de petite taille qui, en position repliée, occupe un cylindre haut de 1,6 mètre pour un diamètre de 95 cm. Sa masse au lancement est de 480 kilogrammes dont 60 kg de xénon et 15,4 kg d'hydrazine. Il est stabilisé 3 axes avec une orientation précise à 1 minute d'arc près. Les télécommunications sont assurées en bande X et utilisent une antenne grand gain (débit de 8 kilobits/s à 1,9 année-lumière de la Terre), une antenne moyen gain (1 kilobit/s) et une antenne faible gain (8 bits/s). La propulsion principale est assurée par 4 moteurs ioniques ayant une poussée totale de 40 millinewtons et une impulsion spécifique de 3 000 secondes. Grâce à une puissance électrique disponible importante (1 670 watts), cette propulsion permet un changement de vitesse total de 4 km/s avec une masse de xénon de 59 kg. La performance est largement améliorée par rapport à la mission Hayabusa 2 disposant d'une propulsion électrique analogue.
Pour produire la puissance électrique nécessaire sans une pénalité de poids trop importante, la mission utilise des panneaux solaires ultralégers dont le rendement est de 30,8%. Ils fournissent une puissance électrique de 4,7 kW en début de mission et de 2,6 kW en fin de mission. Le ratio puissance/masse est de 138 W/kg, soit 3 fois mieux que les panneaux solaires utilisés par des satellites récents. La masse à sec du système de propulsion électrique est de 59 kg. Les panneaux solaires sont déployés en orbite et forment deux ailes orientables formant un T de part et d'autre du corps de la sonde spatiale. L'envergure de DESTINY+ atteint alors 12,6 mètres et sa largeur 2,8 mètres. L'énergie électrique est stockée dans une batterie Li-ion de 42 ampères-heures.
Pour les petites manœuvres d'orientation, la sonde spatiale dispose de 8 moteurs-fusées brûlant de l'hydrazine d'une poussée unitaire de 8 newtons. Le satellite subit des changements de température importants selon que la propulsion électrique fonctionne ou non. Pour dissiper la chaleur, la sonde spatiale dispose de radiateurs qui sont plus ou moins déployés selon la quantité de chaleur à évacuer. Le déploiement est réalisé par des actuateurs constitués par des pièces métalliques à mémoire de forme qui se replient selon un angle plus ou moins ouvert en fonction de la température.

### Instrumentation scientifique
La charge utile (astronautique) comprend trois instruments scientifiques ayant une masse totale de 22 kg :
- L'instrument principal est l'analyseur de poussière DDA (DESTINY Dust Analyser) développé par l'Université de Stuttgart. Le DDA est largement dérivé de l'instrument CDA développé par cette université pour la mission Cassini Huygens mais présente des caractéristiques améliorées. D'une masse de 2,7 kg, il se présente sous la forme d'une cylindre en partie creux d'un diamètre de 263 mm et d'une hauteur de 267 mm. Il permet de mesurer les caractéristiques des poussières ayant une masse comprise entre 10-16g et 10-6g et une vitesse comprise entre 5 et 100 km/s. Il mesure les poussières arrivant dans une cône de 90°. La direction d'arrivée est déterminée avec une précision de 10° et la masse avec une précision de 1/150[5].
- TCAP (Telescopic CAmera for Phaethon) est une caméra dotée d'un téléobjectif. Son ouverture est 11 cm et sa longueur focale est de 95 cm. Son champ de vue est de 1,1 x 0,85°. Le détecteur de type CCD comporte 3296 x 2472 pixels. La résolution angulaire est de 5,8 μradians/pixel. La caméra comporte un miroir rotatif qui permet de maintenir l'instrument pointé vers l'objectif malgré le déplacement de la sonde spatiale sans rotation de son support. L'instrument, dont l'encombrement est de 23 × 20 × 100 cm, a une masse de 15,8 kg.
- MCAP (Multiband CAmera for Phaethon) est une caméra permettant de capter des images dans 4 bandes spectrales :  390, 550, 700, 850 nm. Son ouverture est 21 mm et sa longueur focale est de 55 mm. Son champ de vue est de 18,9 x 14,2°. Le détecteur de type CCD comporte 3296 x 2472 pixels. La résolution angulaire est de 0,1 μradians/pixel. La caméra est fixe et son objectif fait un angle de 40° avec l'axe +Z. L'instrument, dont l'encombrement est de 15 × 15 × 20 cm, a une masse de 3,5 kg.

## Déroulement de la mission

### Lancement et transit vers Phaeton
Le lancement de DESTINY+ est prévu en 2028 par une fusée H3 pour une arrivée en 2030. Initialement, le lancement de DESTINY+ est prévu en 2024 par une fusée Epsilon S, surmontée d'un petit étage supplémentaire. Ce lanceur ne dispose pas d'une capacité suffisante pour placer une charge utile de 500 kg sur une orbite interplanétaire. Destiny+ est donc injecté par le lanceur léger sur une orbite haute (230 x 49 913 km) puis la sonde spatiale utilise en continu sa propulsion électrique pour atteindre l'astéroïde. 6 mois après son lancement, Destiny+ passe près de la Lune et effectue une manœuvre d'assistance gravitationnelle pour accélérer et modifier sa trajectoire. Cependant, les retards de développement de ce lanceur conduisent à son remplacement par le H3 plus puissant et déjà opérationnel : la date d'arrivée est donc inchangée.

### Survol de Phaeton
Deux après le lancement, la sonde spatiale survole Phaéton à une vitesse relative supérieure à 30 km/s. Les opérations préparant la rencontre débutent 7 heures et demi avant le survol. 8,7 minutes avant celui-ci, à une distance de 17 000 kilomètres, la caméra télescopique TCAP commence à prendre des images de l'astéroïde en utilisant son miroir rotatif pour compenser le déplacement. La caméra multispectrale MCAP commence ses observations de la surface de l'astéroïde 21,5 secondes avant le survol alors que la sonde spatiale se trouve à 868 km. Le passage au plus près s'effectue à une distance de 500 km.

### Fin de mission
La mission de recueil des poussières interplanétaires et interstellaires se poursuit encore durant au moins deux ans en utilisant éventuellement l'assistance gravitationnelle de la Terre pour modifier l'orbite.